# Abuș, Mureș
Abuș (în maghiară Abosfalva, în germană Abtsdorf, în traducere „Satul Abatelui”) este un sat în comuna Mica din județul Mureș, Transilvania, România.

## Localizare

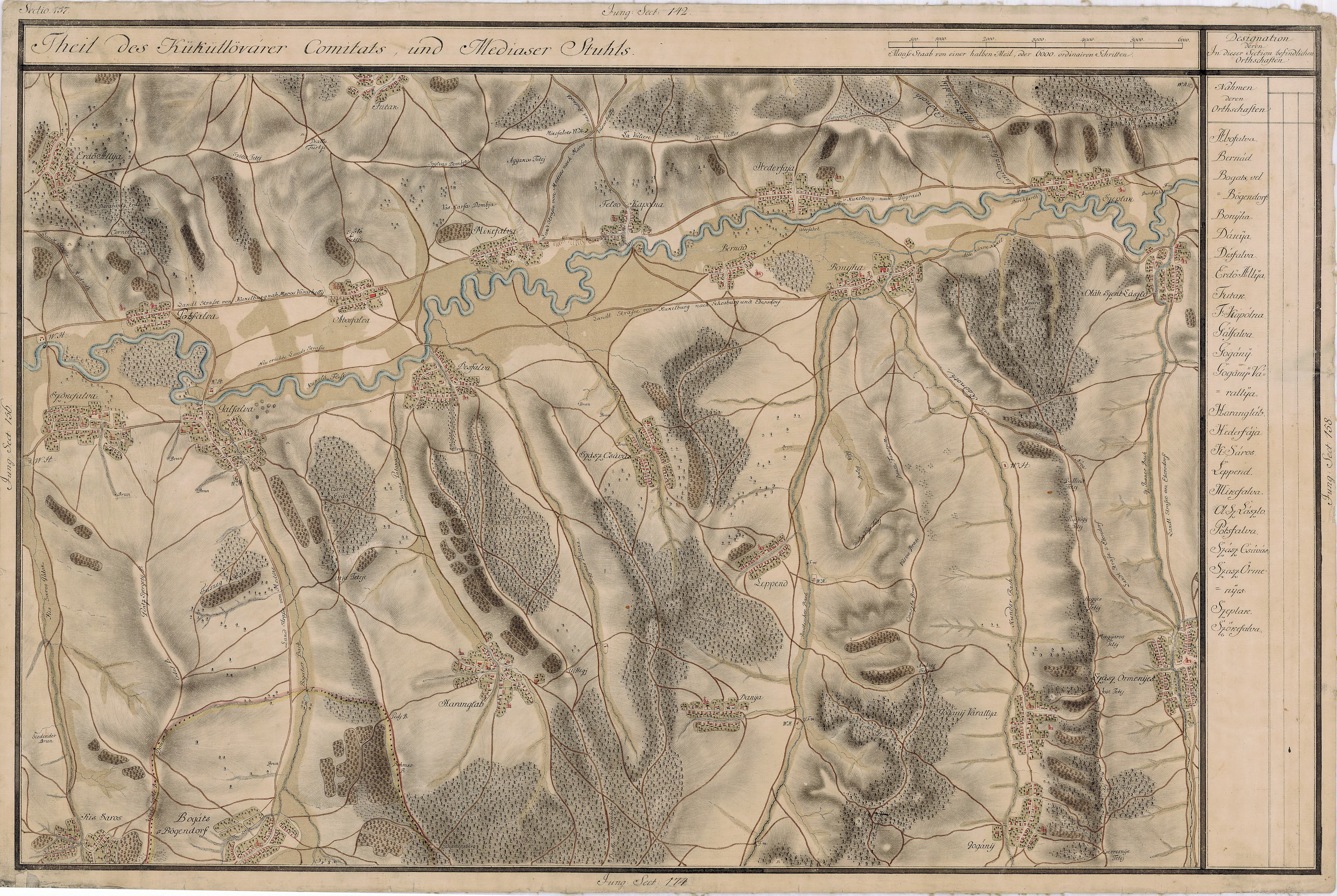
Abuș pe Harta Iosefină a Transilvaniei, 1769-73

Este situat la 9 km de Târnăveni pe drumul județean DJ 142 Târnăveni-Bălăușeri și pe linia de tren 307 Blaj-Târnăveni-Praid.

## Populație
La recensământul din anul 1992 populația satului era de 358 locuitori, din care 193 maghiari, 138 români și 27 rromi. Date mai vechi despre populația localitații arată că în anul 1910 satul Abuș avea 460 locuitori din care 236 maghiari, 207 români ș.a.
Conform Recensământului din anul 2022 populația localității era de 290 locuitori. 

## Istorie
În Abuș a existat o așezare dacică din epoca La Tène în punctul numit Cetate.
Atestarea documentară din anul 1361 este sub numele de Obusfalva.

## Clădiri istorice și monumente
- Castelul Gyulafiak, azi ruinat (mai există numai turnurile)[necesită citare].
- Castelul Apor (modificat).
- Biserica de lemn
- Monumentul Eroilor Români din Primul și Al Doilea Război Mondial. Monumentul este de tip obelisc și se află amplasat în centrul satului Abuș, fiind ridicat în anul 1946, în memoria eroilor români căzuți în Primul și Al Doilea Război Mondial. Obeliscul, de formă paralelipipedică, este realizat din piatră, în timp ce împrejmuirea este asigurată cu stâlpi de beton uniți cu lanțuri. Pe fațada monumentului este fixată o placă metalică pe care sunt inscripționate numele eroilor.

## Fapt divers
ABUS, producător german de sisteme de macarale și trolii